# Skivliegen

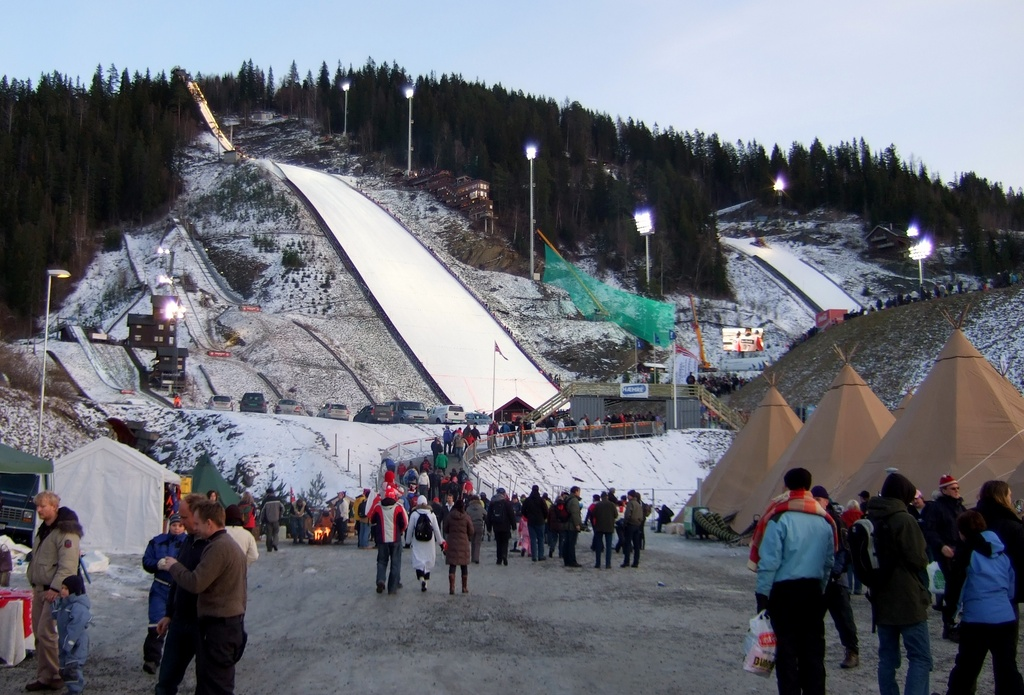
De grootste schans ter wereld, in Vikersund.

Skivliegen is een extreme vorm van schansspringen. Het is in feite hetzelfde als schansspringen, maar er wordt van een grotere schans gesprongen. Door de hogere snelheid (tot 110 km/uur) wordt er extreem ver gesprongen; meer dan 200 meter.
Skivliegschansen hebben een "kritisch punt" van ten minste 185 meter. Bij kleine schansen is dit 80 meter, bij grote schansen 120 meter. Er bestaan slechts vijf door de FIS goedgekeurde skivliegschansen (zie tabel onderaan).
Het wereldrecord staat op naam van de Sloveen Domen Prevc met 254,5 meter, gesprongen op 30 maart 2025 te Planica. Bij de vrouwen is het wereldrecord 236 meter, gesprongen op 14 maart 2025 door Nika Prevc in Vikersund. 
De wereldbeker schansspringen wordt traditioneel afgesloten met een weekend skivliegen in Planica.
Om de twee jaar in de even jaren vindt het wereldkampioenschap skivliegen plaats. Volgens een vast patroon komen de vijf schansen ieder aan de beurt. Het laatste wereldkampioenschap was in 2022. 

## De vijf skivliegschansen ter wereld
| schans                   | plaats          | land       | grootte (HS) | schansrecord          | schansrecord | schansrecord | wereldkampioenschap georganiseerd in     |
| schans                   | plaats          | land       | grootte (HS) | houder                | datum        | afstand      | wereldkampioenschap georganiseerd in     |
| ------------------------ | --------------- | ---------- | ------------ | --------------------- | ------------ | ------------ | ---------------------------------------- |
| Letalnica bratov Gorišek | Planica         | Slovenië   | HS225        | Ryoyu Kobayashi       | 24.03.2019   | 252m         | 1972, 1979, 1985, 1994, 2004, 2010, 2020 |
| Heini-Klopfer            | Oberstdorf      | Duitsland  | HS213        | Harri Olli            | 14.02.2009   | 225,5 m      | 1973, 1981, 1988, 1998, 2008, 2018       |
| Vikersundbakken          | Vikersund       | Noorwegen  | HS225        | Stefan Kraft          | 18.03.2017   | 253,5 m      | 1977, 1990, 2000, 2012                   |
| Čerťák                   | Harrachov       | Tsjechië   | HS205        | Matti Hautamäki       | 09.03.2002   | 214,5 m      | 1983, 1992, 2002, 2014                   |
| Kulm                     | Bad Mitterndorf | Oostenrijk | HS200        | Gregor Schlierenzauer | 10.01.2009   | 215,5 m      | 1975, 1986, 1996, 2006, 2016, 2024       |

Er wordt gewerkt aan een zesde schans, Copper Peak nabij Ironwood in de Verenigde Staten.

## Wereldrecords

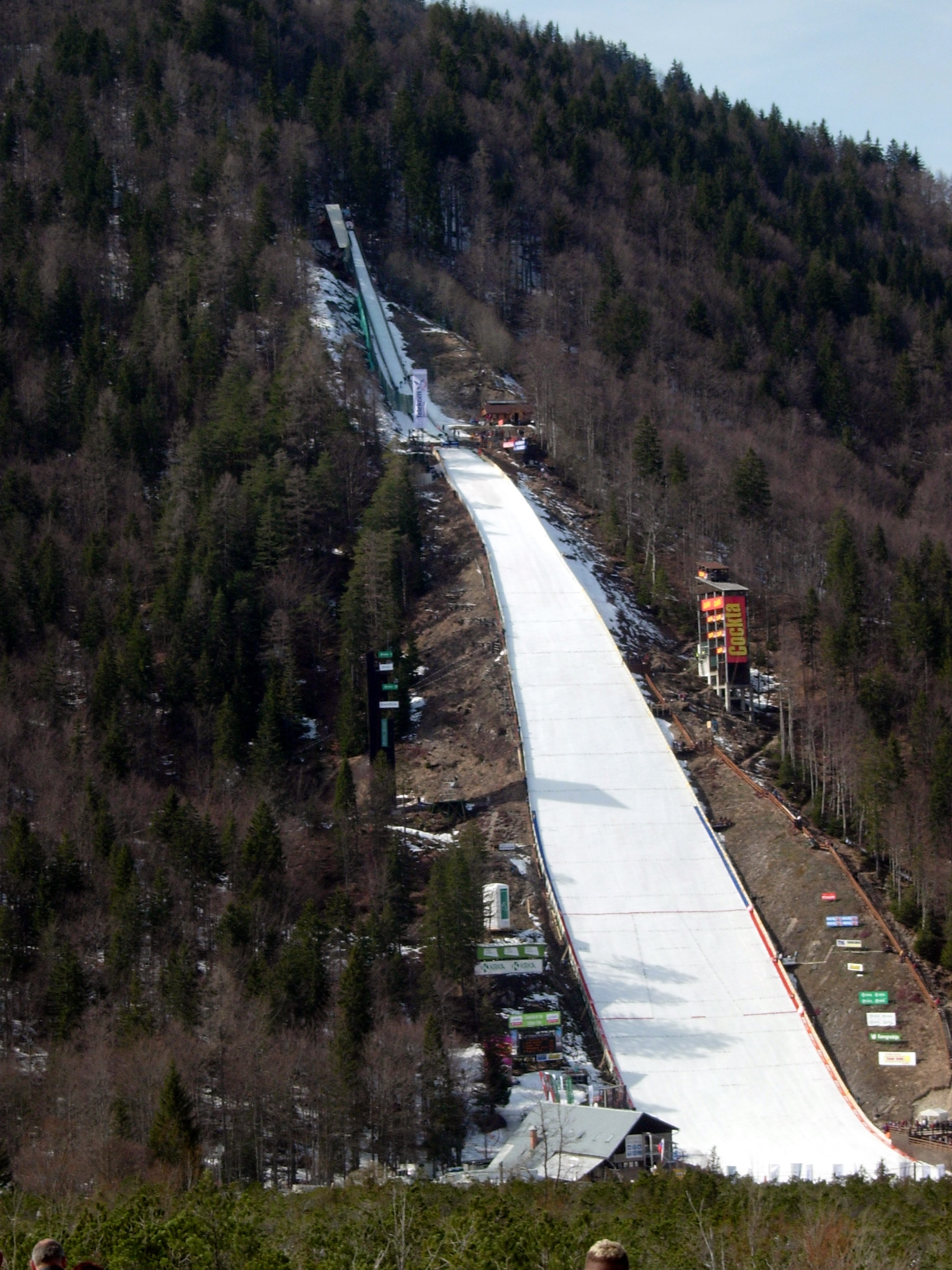
De schans in Planica

In volgende tabel zijn de 14 recentste wereldrecords opgenomen, de eerste acht werden allemaal in Planica gesprongen na de laatste ingrijpende ombouwwerken. Het huidige wereldrecord is ook gesprongen in Planica.
| Record  | Atleet              | Datum            |
| ------- | ------------------- | ---------------- |
| 225,0 m | Adam Małysz         | 20 maart 2003    |
| 227,5 m | Matti Hautamäki     | 20 maart 2003    |
| 228,5 m | Matti Hautamäki     | 22 maart 2003    |
| 231,0 m | Matti Hautamäki     | 23 maart 2003    |
| 231,0 m | Tommy Ingebrigtsen  | 20 maart 2005    |
| 234,5 m | Bjørn Einar Romøren | 20 maart 2005    |
| 235,5 m | Matti Hautamäki     | 20 maart 2005    |
| 239,0 m | Bjørn Einar Romøren | 20 maart 2005    |
| 246,5 m | Johan Remen Evensen | 11 februari 2011 |
| 250,0 m | Peter Prevc         | 14 februari 2015 |
| 251,5 m | Anders Fannemel     | 15 februari 2015 |
| 252,0 m | Robert Johansson    | 18 maart 2017    |
| 253,5 m | Stefan Kraft        | 18 maart 2017    |
| 254,5 m | Domen Prevc         | 30 maart 2025    |